# Agiorgítiko

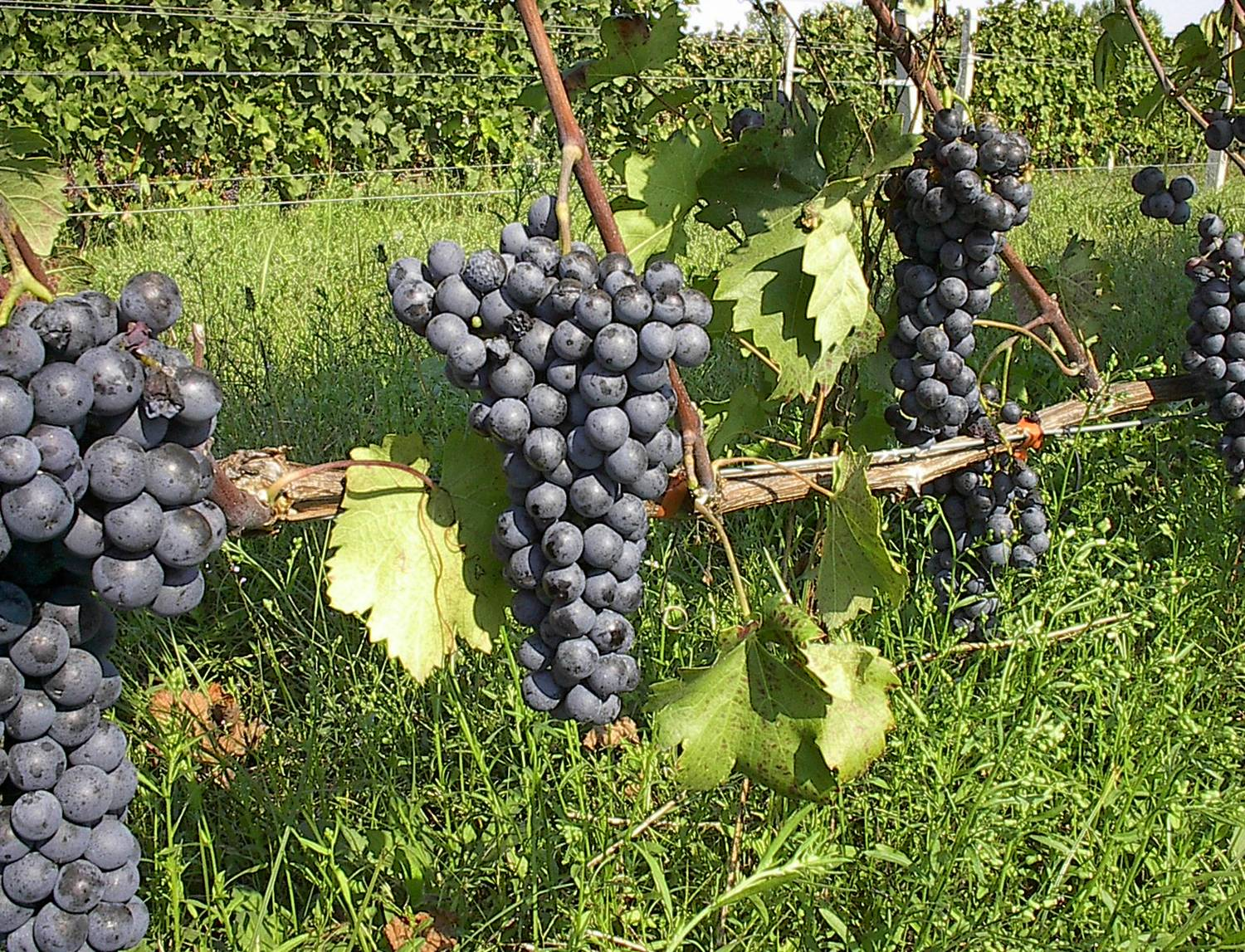
Racimo de agiorgitiko.

La agiorgitiko (en griego: αγιωργίτικο; también conocida como aghiorghitiko, mavro nemeas y saint george) es la variedad de uva de vino tinto más plantada en Grecia. La uva ha crecido tradicionalmente en la región de Nemea del Peloponeso, pero se puede encontrar a través de todo el país, incluyendo Ática y Macedonia.
Es una de las variedades de uva griega más comercializadas. Exhibe un amplio rango de características, desde la suave a la muy taínica, dependiendo de los factores de crecimiento y del proceso de elaboración del vino. Es mezclada con cabernet sauvignon en los alrededores de Metsovo para hacer un vino de mesa tradicional llamado katoi. En la región de Nemea a menudo se hacen con ella vinos rosados envejecidos en barrica de roble. Los vinos son conocidos por su alto nivel de frutalidad, pero tienden a tener alguna acidez y cuerpo. Después de la xinómavro, es la segunda variedad de uva griega más ampliamente plantada.
El vino tinto producido de esta uva tiene un picante característico con notas de ciruela. Posee una acidez baja pero buena frutalidad y color.
La agiorgitiko se planta generalmente en suelos secos y poco fértiles para alentar la producción de menos uvas pero más concentradas, que maduran después de mediados de septiembre.

## Historia

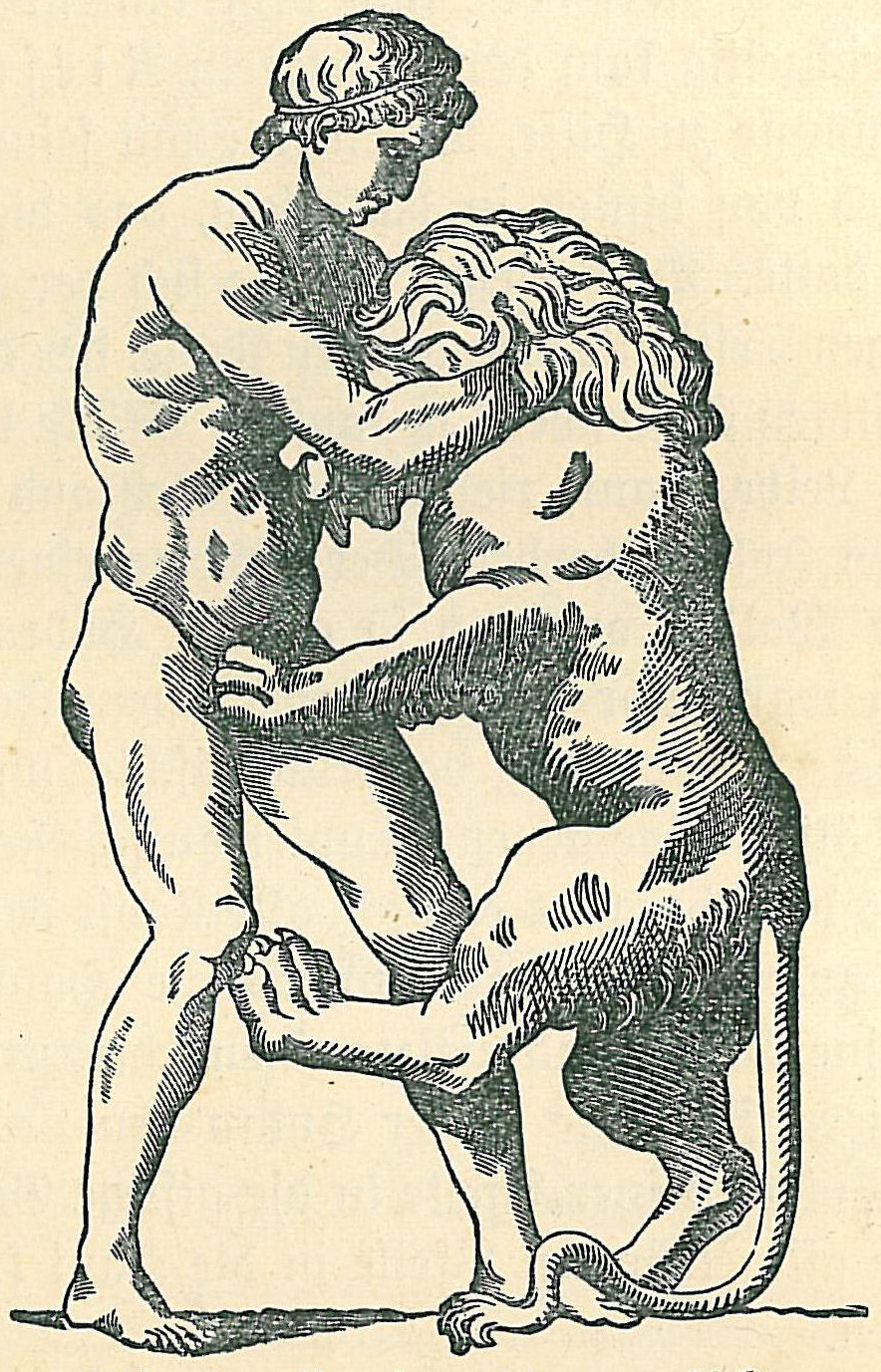
El vino de esta uva ha sido llamado la "Sangre de Hércules" por ser típico de Nemea, lugar donde estaba el león que domó Hércules.

Los ampelógrafos creen que la agiorgitiko es nativa de Grecia, de las regiones de Argolis y Corintia del Peloponeso. Aunque existen cuentos apócrifos sobre el cultivo de estas uvas en la antigua Grecia, no hay evidencias históricas o genéticas que los respalden. En Nemea, el vino hecho de agiorgitiko es apodado la "sangre de Hércules" por la leyenda del héroe griego que domó al león de Nemea, por el vino local de Nemea realizado con agiorgitiko. Algunas versiones dicen que Hércules consumió ese vino antes de domar al león. Otras leyendas dicen que el vino era el favorito del rey Agamenón, que lideró las fuerzas griegas durante la Guerra de Troya.
El nombre de agiorgitiko significa literalmente "uva de san Jorge" (Saint George, en inglés), lo que puede ser una referencia a la capilla de san Jorge en Nemea o al día de san Jorge, que se celebra en noviembre en algunas iglesias ortodoxas, en tiempos próximos a la cosecha. En cualquier caso, en muchas de las áreas griegas donde crece la uva agiorgitko, el día de san Jorge se celebra en abril o mayo, lo que causa dudas sobre la teoría de que el nombre de la uva está relacionado con ese día festivo. Otra teoría es que a la uva se le puso nombre después de que una de las muchas ciudades griegas nombrara como el santo cristiano.

## Viticultura
La agiorgitiko tiende a producir pequeños racimos de pequeñas ballas con piel gruesa. Esta vid es especialmente propensa a las enfermedades. El experto en vinos Jancis Robinson señala que "aparentemente, todas las vides de agiorgitiko plantadas en Grecia tienen virus". Dependiendo del virus y de la edad de la vid, esto puede traer consecuencias a la maduración y al rendimiento que pueden tener un impacto en la calidad resultante del vino.

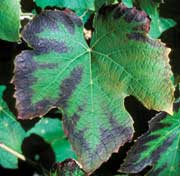
Las vides de agiorgitiko son susceptibles de sufrir falta de potasio (efecto en una hoja).

La uva es de brotación y maduración tardías y es propensa a producir altos rendimientos si no se mantiene en vigilada la poda de invierno o la cosecha en verde. Además de la susceptibilidad a numerosos virus de la uva de vino, la agiorgitiko es también muy sensible a la infección por hongos como la putrefacción por botrytis, mildiú y oídio. La vid también responde también de manera adversa al estrés por el agua, lo que puede requerir irrigación en regiones donde la práctica se permite. En lo que respecta a los rendimientos limitados, la agiogitiko es plantada a menudo en suelos de viñedo pobres pero los agricultores necesitan estar pendientes de la sensibilidad de la variedad a la deficiencia de potasio.
El experto en vino Tom Stevenson señala que mientras que la vid de agiorgitiko puede soportar el calor bien, la uva tiende a producir mejor en viñedos de altitudes altas, que son un poco más frescos pero lo suficientemente cálidos para asegurar la maduración completa de la uva. La altitud del viñedo, en particular, parece tener un efecto en cuánta nota picante viene en el flavor del vino resultante.

### Nuevos clones
Durante buena parte del siglo XXI, los productores han estado trabajando con las autoridades griegas del vino para producir nuevos clones de la agiorgitiko libres de virus que pueden tener el potencial de resistir más enfermedades de la uva, incluida la podredumbre por botrytis y producir pequeñas bayas con pieles más gruesas que podrían madurar para tener más niveles de azúcar con rendimientos más consistentes. En 2012, algunos de estos nuevos clones fueron entregados a los productores que han empezado lentamente a replentar sus viñedos de agiorgitiko.

## Regiones vitícolas

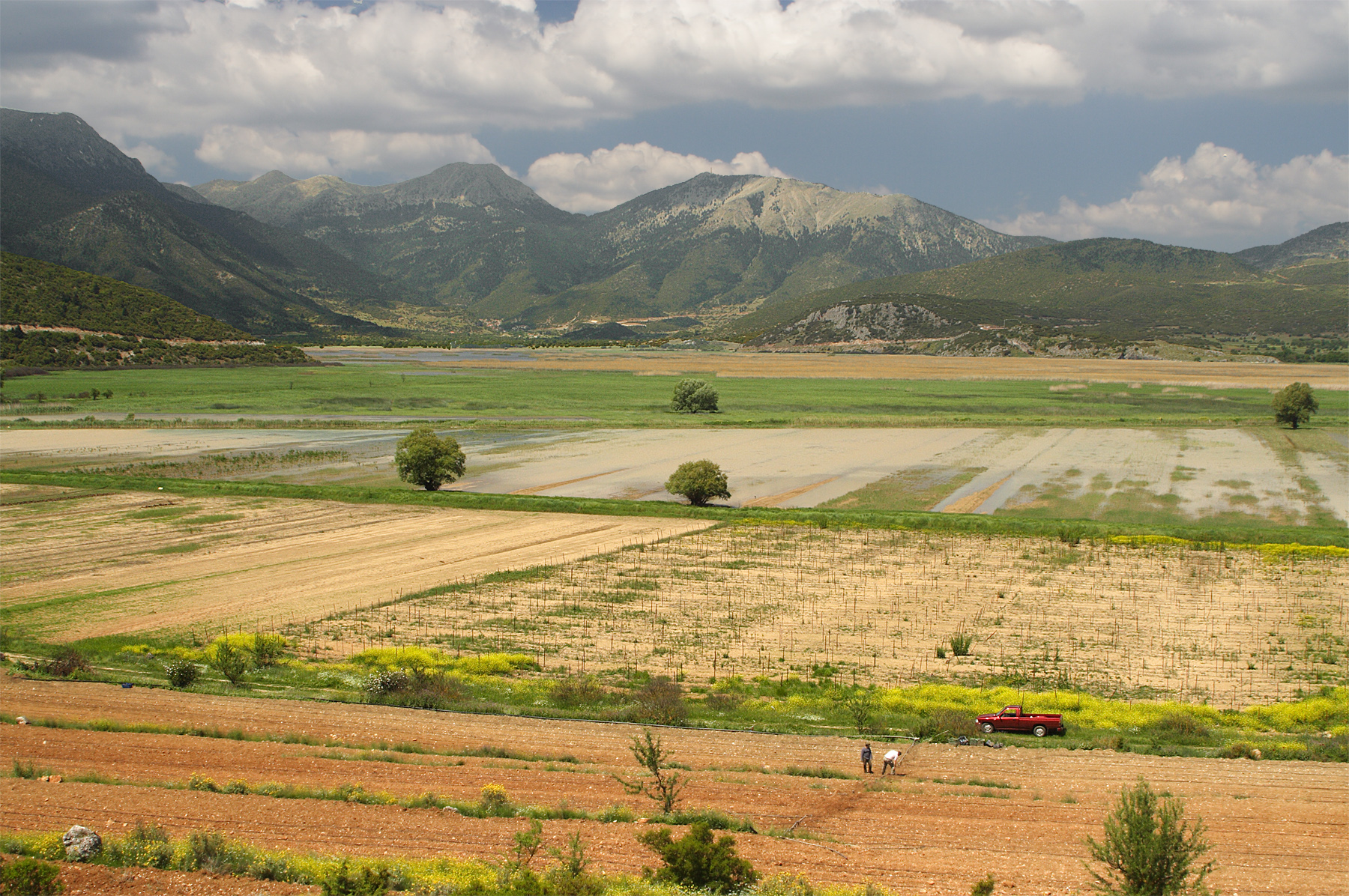
Viñedo en el Peloponeso.

En 2012, agiorgitiko era la variedad de uva de vino tinto más ampliamente plantada en Grecia con 5202 hectáreas en Ática, 3.204 hectáreas en el Peloponeso y plantaciones adicionales en Macedonia y Epiro. La uva es asociada sobre todo con los con vinos tintos secos y dulces de Nemea, en el noreste del Peloponeso. Ahí esta uva es la única variedad permitida en el Oeni Onomasias Proelefseos Anoteras Poiotitas (OPAP) (una calificación similar al sistema de Denominaciones de Origen español y al de la Apellacion d'Origine Controllé francés). En Nemea, la uva solamente se usa para la producción de vino tinto, con la prohibición de usarla para la realización de vino rosado. En el entorno de la ciudad de Metsovo en Epirus, la uva es a menudo mezclada con cabernet sauvignon.
De acuerdo con el experto en vino Jancis Robinson, algunos de los "más serios ejemplares" de agiorgitiko vienen de los viñedos que se encuentran en mayores altitudes (por encima de los 900 metros) de la meseta de Asprokampos, en el entorno de Nemea y en sus colinas (entre 500 metros y 600 metros) alrededor de Koutsi y Corintia.

## Estilos

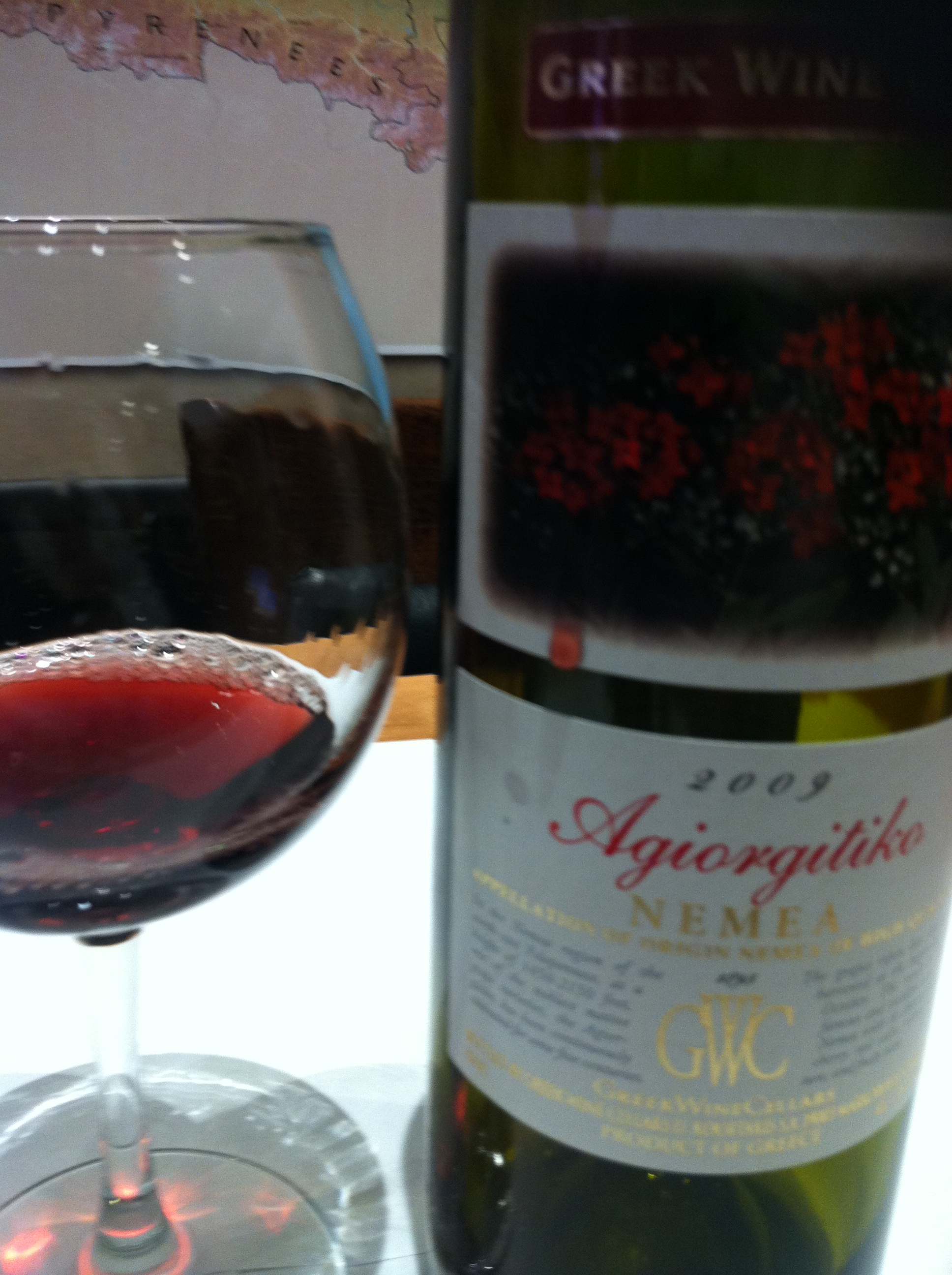
Vino de Nemea hecho con 100% agiorgitiko.

La agiorgitiko es una variedad de uva muy versátil que puede hacerse en un amplio rango de estilos: Vinos ligeros rosados; vinos tintos a suaves y afrutados por marceración carbónica al estilo de los vinos franceses de Beaujolais; y vinos muy taínicos con sabor picante y a frutas rojas y con potencial del envejecimiento.
En los mejores casos, los vinos de agiorgitiko tienen potencial para ser una acidez muy suave, para ser muy alcohólicos y para tener altos niveles de fenoles. Los productores actúan para manejarse con estos componentes y lgorar así vinos equilibrados. El pequeño tamaño y las gruesas pieles de las uvas contribuyen a la gran cantidad de compuestos fenólicos de la agiorgitiko. Esta uva necesita poca maceración para conseguir extraerle el color oscuro correspondiente. Los niveles de taninos también contribuyen en la capacidad de esta variedad para la crianza en barrica de roble.
De acuerdo con el experto en vino Karen MacNeil, algunos ejemplares de vino agiorgitinko pueden ser exuberantes y "casi al estilo de Oporto", con notas picantes. Oz Clarke apunta que la calidad del vino de Nemea hecho de agiorgitiko es altamente dependiente de la habilidad de cada productor y que "solo hubo un ejemplar rudo, con un poder escabroso que no había disminuido debidamente con la oxidación y con una perezosa crianza". Tom Stevenson apunta que algunos ejemplares pueden "estropearse con un fruto seco o muerto", que ha sido cosechado demasiado tarde, con una acidez demasiado baja y niveles excesivos de madurez.
De acuerdo con Wine & Spirit Education Trust (WSET), los mejores ejemplares de agiorgitiko tienden a tener una acidez de moderada a baja, con un profundo color rubí, aromas a frutas rojas y notas dulces y picantes. Estos ejemplares tienden a venir de viñedos plantados en la cota media de las pendientes de las colinas en torno a Nemea, con uvas cosechadas cerca del tope de los 900 metros siendo excesivamente ácida mientras sea cosechado de suelos muy calientes del valle, siendo a menudo muy "amermelado". La variación de la calidad de la agiorgitiko de los diferentes viñedos alrededor del Nemea han permitido a algunos productores de vino griegos investigar el desarrollo de un sistema de clasificación.
De forma diferente a los vinos basados en xinómavro de la región OPAP de Naousa, los expertos de WSET apuntan que los vinos basados en agiorgitiko de Nemea tienden a tener un estilo más "internacional" que podría ensalzar el potencia de los vinos griegos en el mercado internacional.

## Sinónimos
A lo largo de los años la agiorgitiko ha sido conocida por varios sinónimos, incluyendo aghiorghitico, aigeorgitiko, mavro (negro u oscuro), mavro nemeas (en Nemea), mavronemeas, mavrostaphylo mavraki, mavroudi nemeas, nemeas mavro y nemeas mavroudi.